# Wiązanie sigma
Wiązanie σ – wiązanie chemiczne powstające przez czołowe nakładania się dwóch orbitali atomowych, w wyniku czego powstają dwa nowe orbitale: wiążący i antywiążący. Kształt wiązania σ wyznacza orbital molekularny σ. Przy opisie wiązania σ w indeksie dolnym lub po spacji podaje się, jakie orbitale tworzą dane wiązanie, np.: {\displaystyle \sigma _{sp-sp},} {\displaystyle \sigma _{sp^{2}-sp},} {\displaystyle \sigma _{sp^{3}-s},} {\displaystyle \sigma _{p-p}^{*},} {\displaystyle \sigma _{s-s},} gdzie {\displaystyle ^{*}} oznacza orbital antywiążący.

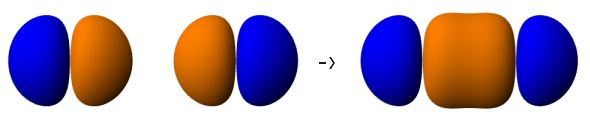
Schemat powstawania orbitalu wiążącego